# Myotragus balearicus
Myotragus balearicus (en griego, "cabra-rata de las Baleares") es una especie extinta de mamífero artiodáctilo de la subfamilia Caprinae, única especie del género Myotragus, que habitaba en las islas de Mallorca,  Menorca, Cabrera y Dragonera hasta su extinción hace unos 5000 años. Aunque siempre se la ha descrito como una extraña cabra, los últimos análisis genéticos realizados en la Universidad Pompeu Fabra indican que Myotragus estaba más estrechamente emparentado con las ovejas. Los restos de Myotragus balearicus fueron excavados e identificados por primera vez en Mallorca en 1909 por la paleontóloga inglesa Dorothea Bate.

## Descripción

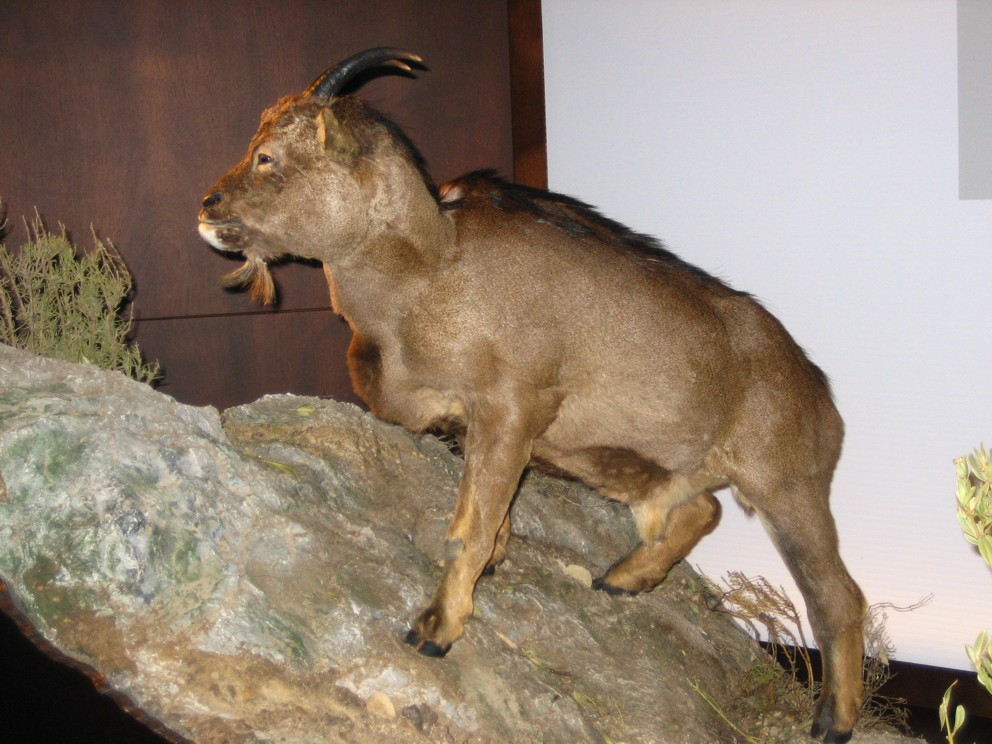
Recreación.

Lo primero que llama la atención de este animal es su cabeza. Los ojos no estaban dirigidos hacia los lados, como ocurre en todos los mamíferos herbívoros, sino hacia el frente, otorgándoles una visión estereoscópica (con toda probabilidad, la vista era su sentido principal). La mandíbula inferior presentaba dos incisivos de crecimiento continuo (como ocurre en los roedores y lagomorfos, pero raramente en los ungulados), mientras que la superior carecía de ellos. El resto de dientes eran molares y premolares adaptados a la trituración de materia vegetal. El morro era corto en comparación con el resto del cráneo, dándole un leve parecido con los conejos y las liebres. Por último, ambos sexos presentaban en lo alto de la cabeza dos cuernos muy cortos, aunque probablemente el recubrimiento córneo los hacía bastante más largos que las bases óseas.
Myotragus presentaba un tamaño corporal bastante pequeño, unos 50 centímetros de alzada y entre 50 y 70 kilos de peso. Las patas eran proporcionalmente más cortas que en otros bóvidos emparentados y menos flexibles, lo que no debía hacerlos excepcionalmente rápidos. Esto no era un problema grave porque en las islas en que habitaba no existían depredadores salvo algunas aves de presa, a las que sin duda tratarían de dar esquinazo ocultándose entre la vegetación antes que por medio de la huida. Sobre los hombros presentaban una joroba poco pronunciada, mientras que el lomo estaba arqueado en los cuartos traseros. Las patas, al igual que muchos artiodáctilos, tenían cuatro dedos de los que sólo dos se usaban para caminar. La cola era bastante larga en relación con el resto del cuerpo.
La histología de los huesos de Myotragus muestra tejido laminar a través del córtex, un rasgo por lo demás típico de los reptiles ectotérmicos. El crecimiento de los huesos en Myotragus es diferente al de cualquier otro mamífero, y recuerda más bien al de los crocodilianos al mostrar tasas de crecimiento lentas y adaptativas, cesando el crecimiento en conjunto, y alcanzando la madurez somática alrededor de los 12 años. Este patrón de crecimiento indica que Myotragus, de la misma forma que los reptiles actuales, adaptaba su metabolismo según la disponibilidad de agua y comida, y las temperaturas ambientales.

## Alimentación

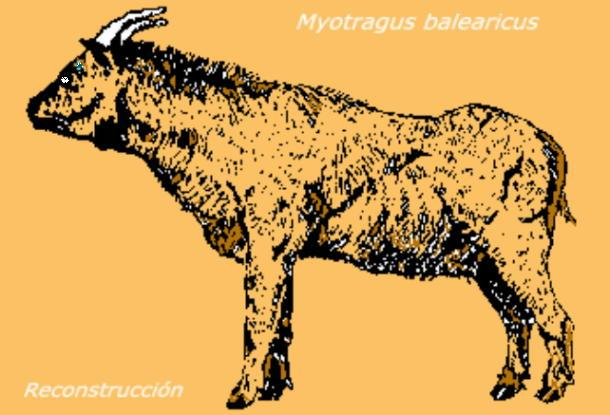
Reconstrucción de Myotragus balearicus

Los restos fósiles y subfósiles de Myotragus balearicus indican con total seguridad que este animal era un ramoneador, como las cabras actuales. Se alimentaba de toda clase de vegetación arbustiva y ramas bajas de los árboles típicos del clima mediterráneo, si bien sentía una especial predilección por el boj balear. Los yacimientos de Mallorca, Menorca, Cabrera y Sa Dragonera así como la ausencia de animales pastadores, parecen indicar que las primitivas Baleares estaban cubiertas totalmente por bosques antes del poblamiento humano y que no existían praderas herbáceas de tamaño apreciable. En este ambiente, los Myotragus se moverían de forma preferentemente solitaria o en pequeños grupos.

## Reproducción
No se sabe gran cosa sobre los hábitos reproductivos de esta especie. En 1999 se describió el esqueleto de un individuo neonato hallado cerca de Manacor, en el noreste de Mallorca. Se trata de una cría bastante grande en relación con el tamaño de la madre, que ya podía caminar y seguir a su progenitora al poco de nacer. Es probable que no tardase mucho tiempo en madurar, quizá solo un año o dos.
El hecho de que la especie conservase los cuernos es un posible indicio de que los machos los usasen para pelear por el derecho a reproducirse, pero la falta de dimorfismo sexual invita a pensar que esta especie no era polígama o, al menos, los machos no reunían "harenes" tras ellos. Dada la poca longitud de los cuernos, los combates, en caso de producirse, debían dirigirse más hacia los costados (como ocurre en muchos antílopes pequeños) que a la lucha cabeza contra cabeza (típica de ungulados de gran tamaño).
El clima mediterráneo es estacional, por lo que es de suponer que el acoplamiento no sucedería en cualquier época del año.

## Orígenes

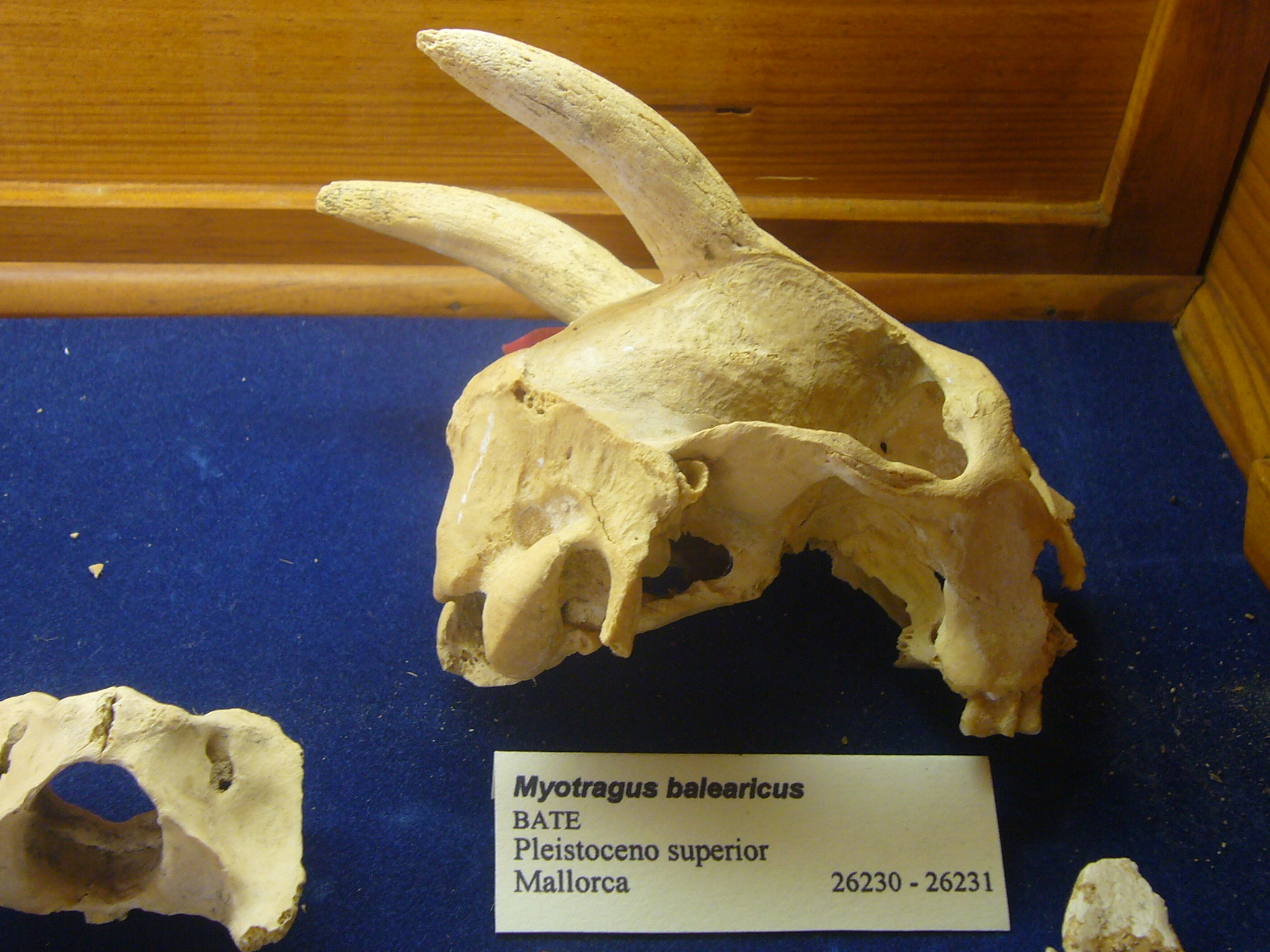
El cráneo visto por detrás.

Especies más antiguas adscritas al mismo género que M. balearicus son M. pepgonellae, M. antiquus y M. kopperi, este último del Plioceno superior al Pleistoceno inferior.
Los caracteres únicos de Myotragus balearicus son consecuencia de un prolongado proceso de evolución en condiciones de insularidad. En este tipo de aislamiento, los ungulados tienden a hacerse más pequeños (roedores y lagomorfos, por el contrario, aumentan de tamaño, como le ocurrió a Hypnomys, el lirón gigante que compartía hábitat con Myotragus) y perder facultades de reacción frente a unos depredadores que son escasos o simplemente no existen. Un claro ejemplo de esto son la pérdida de capacidad para correr a gran velocidad de las patas, la visión estereoscópica (útil para calcular distancias, pero no para descubrir enemigos al acecho) y la reducción proporcional del cerebro, algo que ha sido observado también en el homínido insular Homo floresiensis.
Los análisis de ADN y los fósiles más antiguos (Plioceno inferior, 5,7 millones de años atrás) de la isla de Mallorca (Myotragus pepgonellae) indican que Myotragus balearicus, a pesar de ser un animal ramoneador, descendía originalmente de pastadores. Los géneros más cercanos a Myotragus son ovinos como el extinto Nesogoral del Plio-Pleistoceno de Cerdeña, el antiguo Gallogoral de Francia (posible ancestro continental de Myotragus y Nesogoral), Ovis (ovejas y muflones actuales) y el Budorcas de las montañas de Asia Central.  El último ancestro común de Myotragus y Nesogoral debió llegar a Mallorca y Cerdeña hace unos 6 millones de años, época en que el estrecho de Gibraltar se cerró y el mar Mediterráneo se secó hasta reducirse a unos cuantos lagos salados..  Posteriormente, la reapertura del estrecho y la entrada masiva de agua salada aisló a las poblaciones de diversos animales en las nuevas islas mediterráneas. De forma paralela, un cambio climático sustituyó la vegetación de tipo subtropical por la actual de tipo mediterráneo, forzando a Myotragus a desarrollar drásticos cambios en su alimentación y dentadura.
Aunque resulte extraño decirlo, Myotragus solo colonizó inicialmente la isla de Mallorca. En Ibiza, se desarrolló una extraña fauna sin mamíferos terrestres donde las aves y murciélagos eran los vertebrados principales, mientras que en Menorca evolucionó un conejo gigante que cubría el mismo nicho que Myotragus en Mallorca. Con la bajada del nivel del mar en la Era Glacial, Mallorca y Menorca se unieron y Myotragus sustituyó al gran lagomorfo menorquín. Ambas islas se separaron de nuevo a comienzos del Holoceno.

## Extinción

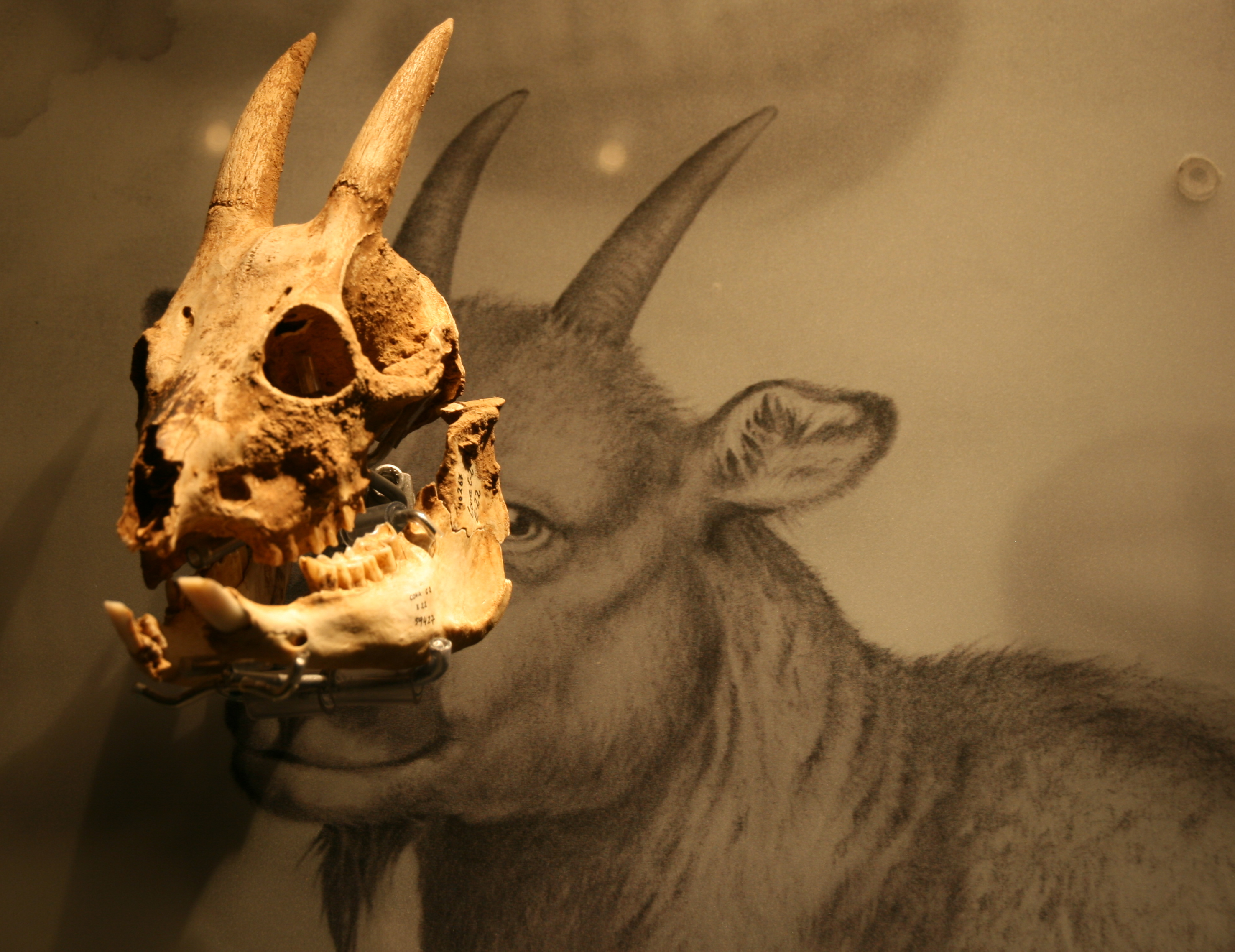
Vista frontal del cráneo.

Las diversas dataciones indican que los tres mamíferos terrestres nativos de Mallorca (Myotragus, Hypnomys y la musaraña gigante Nesiotites) desaparecieron en un mismo periodo de tiempo muy corto, durante el tercer milenio antes de Cristo o poco antes. Durante años se ha desarrollado un cierto enfrentamiento entre los científicos que defienden que estas extinciones fueron producto de un cambio climático, y los partidarios de que fueron exterminados por los primeros pobladores humanos de las Islas Baleares. Cada poco tiempo aparecen pistas que apuntan en uno y otro sentido, por lo que la cuestión no puede darse todavía por resuelta completamente.
Tradicionalmente se apuntaba a una extinción por causas antrópicas, pero no hay evidencias directas. Se había fechado la primera colonización humana de Baleares hacia el 5000 a. C. o incluso antes, pero la revisión de los yacimientos con métodos de datación modernos indican claramente que no hubo presencia humana anterior al 3000 a. C., por lo que los primeros baleares serían los portadores de la cultura pre-talayótica (3000-1400 a. C.). La fecha es, desde luego, realmente sospechosa, pues se solapa muy estrechamente con la rápida decadencia de las tres especies.
Aun así no se han encontrado restos humanos relacionados con Myotragus. Se ha especulado con que estos fuesen estabulados en abrigos y cuevas para su cría y consumo y que, para tal fin, sus cuernos habrían sido cortados para evitar que se hiriesen entre ellos. Las últimos estudios evidencian que estos "cortes", así como otras marcas en el esqueleto, fueron realizadas post mortem y se deben, probablemente, a otros Myotragus (está documentado este comportamiento en herbívoros).

### Artículos de Prensa (Diari de Balears)
- El parent actual més proper al Myotragus pot ser un bòvid de l'Àsia, seguns un estudi genètic (Catalán) (enlace roto disponible en Internet Archive; véase el historial, la primera versión y la última).
- La UIB presenta el primer estudio del DNA del 'Myotragus'  (enlace roto disponible en Internet Archive; véase el historial, la primera versión y la última).
- El Myotragus podría haber tenido <<una percepción del mundo más visual que olfativa>>
- Descriuen per primera vegada el nadó d'un <<Myotragus balearicus>> (Catalán)
- Científicos de la Autónoma aseguran que un cambio climático extinguió al Myotragus

- Datos: Q1643902
- Multimedia: Myotragus balearicus / Q1643902
- Especies: Myotragus balearicus